# Ridaküla (Kadrina)
Ridaküla es un pueblo ubicado en el municipio de Kadrina, en el condado de Lääne-Viru, Estonia.

## Superficie
Posee una superficie de 21,86 kilómetros cuadrados.

## Demografía
Hasta 2021 la población era de 149 habitantes, con una densidad de población de 6,816 habitantes por kilómetro cuadrado.